# 利潘迪特兰之战
利潘迪特兰之战（英語：Battle of Lipantitlán）又称“努埃塞斯河渡口之战”，是1835年11月4日墨西哥陆军与德克萨斯起义军沿努埃塞斯河岸爆发的遭遇战，隶属得克萨斯革命。起义军赢得戈利亚德之战后，德克萨斯境内只剩两处墨西哥驻军，分别在圣帕特里西奥附近的利潘迪特兰堡，和贝克萨尔的圣安东尼奥附近的阿拉莫传道部。为防墨西哥陆军以利潘迪特兰堡为基地反攻戈利亚德，还因两名部下被关在该堡不满，起义军指挥菲利普·迪米特命令副官艾拉·韦斯特沃攻占潘迪特兰堡。
利潘迪特兰堡指挥官尼古拉斯·罗德里格斯受命袭扰戈利亚德的起义军，带领大部分部下出征，韦斯特沃在罗德里格斯所部离开后赶到圣帕特里西奥。11月3日，当地居民说服墨西哥驻军投降，起义军次日拆除堡垒。罗德里格斯带队返回时起义军正渡过努埃塞斯河准备返回戈利亚德，墨军主动进攻，但起义军步枪射程更远，很快就打退对手。起义军仅一人受伤，墨军三到五人阵亡，14到17人受伤。
受伤的墨西哥军人获许到圣帕特里西奥求医，其他人撤回马塔莫罗斯。起义军从此全面控制德克萨斯墨西哥湾沿岸地区，贝克萨尔的圣安东尼奥附近的墨西哥驻军只能从陆路获取补给和增援，历史学家比尔·格罗曼认为这是墨军在贝克萨尔围城战失利、起义军把所有墨西哥军人赶出德克萨斯的重要原因。利潘迪特兰堡所在地如今是德克萨斯州历史遗迹。

## 背景
利潘迪特兰堡位于墨属德克萨斯墨西哥湾沿岸努埃塞斯河西岸，是在旧露营地建成，最初是游牧民族利潘阿帕奇人（Lipan Apache people）定期经过此地时占据。阿帕契族离开后，露营地往往由传教士、军队和往返墨西哥与德克萨斯定居点的商人借用。1825或1826年，墨西哥官方在营地建起临时堡垒，并以利潘阿帕奇人为堡垒命名“利潘迪特兰”。据德克萨斯人约翰·林恩（John J. Linn）所述，利潘迪特兰堡非常简陋，只有单层土堤与围栏，“按二流猪圈标准或许勉强能接受”。土堤外以大水沟包围，水沟外侧便是军官及家属的土坯房或木屋。
塔毛利帕斯州第2机动（骑兵）连约80到125名军人驻扎利潘迪特兰堡，负责收税，保护堡垒南面约4.8公里的爱尔兰和墨西哥裔殖民定居点圣帕特里西奥。另外科帕诺湾（Copano Bay）和里菲吉奧有少量驻军，戈利亚德附近的湾堡（Presidio La Bahía）有大部队。
1835年，墨西哥内陆众多州份联邦主义者起义反抗总统安东尼奥·洛佩斯·德·桑塔·安纳越来越集权的统治。同年六月，德克萨斯少量居民以政治动荡为由拒交关税，警惕的殖民者很快开始组建民兵，名义上用于自卫。桑塔·安纳认为需要强有力的手段平息动乱，命令马丁·佩费托·德·科斯（Martín Perfecto de Cos）将军带领大部队前往德克萨斯，科斯9月20日抵达。
10月2日的冈萨雷斯之战正式拉开得克萨斯革命序幕，德克萨斯起义军在数天内攻占戈利亚德附近的湾堡。20名墨西哥军人逃离并向科帕诺湾和里菲吉奥的驻军预警，结果驻军马上放弃驻地与利潘迪特兰堡的大部队会合。利潘迪特兰堡很小，墨西哥军人开始改善防御工事。利潘迪特兰堡是墨西哥陆军在德克萨斯沿海最后的驻地，是连接墨西哥内陆与贝克萨尔的重要纽带，贝克萨尔是德克萨斯政治中心，科斯与德克萨斯仅有的另一支墨西哥部队在此驻守。
菲利普·迪米特（Philip Dimmitt）上尉在湾堡接过起义军指挥权，他在10月15日写给史蒂芬·奧斯丁将军的信中提议进攻利潘迪特兰堡，以期“确保边境安全，提供重要防御基地，破坏集权派稳定，激励墨西哥联邦主义者”。圣帕特里西奥大部分联邦主义者担心，公开反抗桑塔·安纳的集权政策会招来报复。德克萨斯政府打算开会在恢复《1824年墨西哥宪法》或从墨西哥独立间选择斗争目标，但圣帕特里西奥的联邦主义者不愿选举会议代表。迪米特的下属约翰·威廉姆斯（John Williams）与约翰·图尔（John Toole）在10月10日和11日因企图向圣帕特里西奥的联邦主义领袖送信被俘后关在利潘迪特兰堡，迪米特希望攻占堡垒救出部下。
10月20日，曾参与建立圣帕特里西奥的爱尔兰裔殖民者詹姆斯·鲍尔（James Power）得知利潘迪特兰堡驻军接到命令夺回湾堡。预计进攻前会有两百骑兵增援潘迪特兰堡驻军，另有两百到三百军人赶来。迪米特无权发动进攻，只能把情报发给奥斯丁。事实证明这对威廉姆斯和图尔影响很大，两人被押往墨西哥内陆，德克萨斯人根本无法救援。迪米特发给奥斯丁的信措辞严厉，声称图尔知道此行难逃一死，为此苦苦哀求抓到他的人给个痛快。信的最后写道：“看到俘虏面临如此‘宽大处理’，我的部下已经出离愤怒，热切要求报仇血恨。”

## 序幕

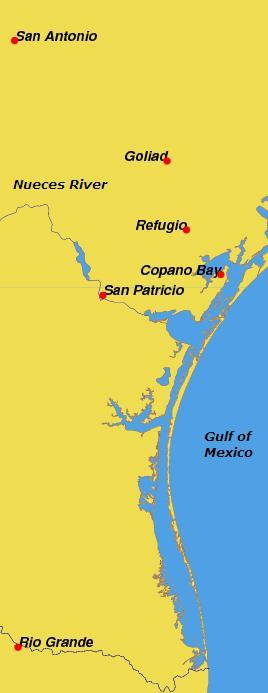
戈利亚德驻守的德克萨斯起义军距圣帕特里西奥约有97公里，利潘迪特兰堡在圣帕特里西奥努埃塞斯河对岸，墨西哥内陆位于格蘭德河以南，距圣帕特里西奥约210公里

墨西哥驻军把威廉姆斯和图尔押往内陆之举引起德克萨斯殖民者愤慨，迪米特决定采取行动。10月31日，他派副官艾拉·韦斯特沃（Ira Westover）带35人袭击利潘迪特兰堡。约翰·林恩、詹姆斯·克尔（James Kerr）少校与鲍尔自行组建咨询委员会并随队出征。三人均入选德克萨斯政府代表，但为参加战斗推迟前往。
韦斯特沃没有直接前往西南方向的堡垒，而是先到东南面的里菲吉奥，此举可能是为迷惑对手，让敌方误以为他们准备前往科帕诺湾。路上还有人加入韦斯特沃所部一起前去里菲吉奥，历史学家克雷格·罗尔（Craig Roell）推断至少有20人，历史学家比尔·格罗曼（Bill Groneman）估计韦斯特沃所部抵达圣帕特里西奥时约有60到70人。
利潘迪特兰堡驻军统领尼古拉斯·罗德里格斯（Nicolás Rodríguez）上尉受命袭扰湾堡的德克萨斯起义军，10月31日带兵抵达戈利亚德附近后，他又得知起义军已在当天离开。墨西哥军人马上回撤，路上没遇到敌人，11月1日回到利潘迪特兰堡时也没发现任何情况。罗德里格斯想不通起义军这次出动用意为何，于是带大部分驻军（约80人）朝戈利亚德方向进发，准备拦截起义军。利潘迪特兰堡只有21到27名军人和两门加农炮驻守。

## 战斗
罗德里格斯没料到起义军迂回前来，他和部下是在堡垒北面巡逻，但韦斯特沃所部实际是从东面赶来，双方正好错开。韦斯特沃在距圣帕特里西奥八公里时得知罗德里格斯在搜索起义军，他命令部下加快步伐，在11月3日日落后30分钟左右抵达圣帕特里西奥。
韦斯特沃派两个小队守卫距堡垒约64米的努埃塞斯河渡口，其他人准备在拂晓突袭，此时两位圣帕特里西奥居民来到起义军营地，韦斯特沃以“通敌”罪名逮捕其中的詹姆斯·奥里利（James O'Riley）。奥里利为获释提议由他劝说墨西哥守军劝降，他的劝降手段已不可考，只知墨军当晚11点投降，双方未曾交火。投降军人只要保证不与德克萨斯革命对着干就能马上获释，起义军缴获两门四磅（1.8公斤）加农炮，18挺步枪，另有1.4到1.8公斤火药。堡垒关押的德克萨斯人获释。
起义军次日烧毁堡垒附近木屋并拆掉堤防，下午三点已备好14匹马，准备把炮运回戈利亚德。罗德里格斯差不多已经走到戈利亚德，线人在他到达湾堡前传来信息，利潘迪特兰堡已遭起义军占领，罗德里格斯马上带部下返回，部队中还有十名圣帕特里西奥殖民者，墨军在下午四点回到堡垒。
起义军用小独木舟过河，墨军抵达时只有一半到达努埃塞斯河东岸。墨军主动攻击，起义军躲入树丛。树木导致骑兵无法冲锋，罗德里格斯的部下只能下马从两侧进攻。起义军步枪射程达180米，墨军配备的褐筒火枪仅64米。墨军经过30分钟战斗后撤退，抛下伤员和八匹马。起义军只有威廉·布雷肯（William Bracken）中尉受伤断掉三根手指。起义军步枪兵琼斯（A. J. Jones）事后在信中声称三名墨西哥军人阵亡，14人受伤。历史学家史蒂芬·哈丁（Stephen Hardin）认为墨军实际五人阵亡，17人受伤。琼斯的信中还称墨军三名伤员是圣帕特里西奥的地方裁判官、法官和警长。

## 影响
起义军没有役畜，也没有其他轻松运送加农炮的好办法。夜幕降临后开始下雨，寒冷的雨水令众人士气低落，韦斯特沃、克尔、林恩和鲍尔同意将加农炮扔进河里放弃。起义军把缴获的弹药和枪支也扔到河里，觉得这些物资毫无用处。
大部分起义军在圣帕特里西奥的支持者家中借宿过夜，墨军在战斗地点不远处露营。韦斯特沃黎明时同意墨西哥伤兵到圣帕特里西奥求医。其中伤兵马切利诺·加西亚（Marcellino Garcia）中尉次日去世，他是林恩的好友，起义军为他举办荣誉葬礼。
韦斯特沃派人向罗德里格兹提议“再战一场”，后者回绝并带兵撤回马塔莫罗斯，这意味着德克萨斯境内墨西哥驻军只剩贝克萨尔的科斯将军所部。德克萨斯人完全控制墨西哥湾沿岸，科斯与墨西哥内陆只能从陆路联系，如此长途跋涉令情报、增援和补给效率低下。格罗曼认为这是科斯在贝克萨尔围城战（Siege of Béxar）失利、起义军把所有墨西哥军人赶出德克萨斯的重要原因。
韦斯特沃所部返回戈利亚德期间遇到不久前被废的科阿韋拉及德克薩斯州长奥古斯丁·维斯卡（Agustín Viesca），墨西哥陆军曾在数月前以违抗桑塔·安纳总统解散州议会的命令为由囚禁维斯卡，他与内阁成员获支持者解救后马上赶往德克萨斯重建州政府。韦斯特沃和部下护送维斯卡前往戈利亚德，在11月12日抵达。迪米特欢迎维斯卡到来，但不承认他的州长权威，在起义军激起轩然大波，有些人支持前州长，也有些认为德克萨斯应当独立，所以不应承认墨西哥州长。
迪米特事后批评韦斯特沃远征利潘迪特兰堡时不遵守命令，韦斯特沃拒绝向迪米特递交正式报告，而是把书面报告发给正规军司令山姆·休士頓，称“所有人英勇作战，河对岸人员在渡口上下攻击敌军侧翼的效果很好”。休斯顿称赞起义军将士英勇战斗，为自身获得声誉，为国家赢得荣誉，无疑不应再受指摘。利潘迪特兰之战是戈利亚德之战过后双方首次武装遭遇战，历史学家霍巴特·休森（Hobart Huson）认为，赢得此役令起义军士气大振。消息传遍美国各地，报纸对起义军大加赞赏。
墨军撤离令圣帕特里西奥联邦主义者深受鼓舞，他们迅速控制地方政府、组建民兵并推举殖民地政府代表。不过，当地还有许多居民支持墨西哥集权政府，民意趋于分裂。罗德里格兹赶到马塔莫罗斯后致信圣帕特里西奥居民领袖，警告他们墨军一定会打回去，鼓动居民反抗叛乱。圣帕特里西奥联邦主义者事后致信迪米特：“我们无论人力还是手段都无法抵抗任何部队”。起义军决定不在圣帕特里西奥或附近驻军，1836年桑塔·安纳反攻德克萨斯期间，何塞·德·乌雷亚（José de Urrea）将军率墨军沿德克萨斯海岸进攻，于2月27日收复圣帕特里西奥。
1937年，利潘迪特兰堡旧址所在土地被捐给德克萨斯州。德克萨斯州立公园委员会（Texas State Parks Board）1949年取得堡垒旧址土地所有权。如今这里已是利潘迪特兰州立历史遗址（Lipantitlan State Historic Site），在努埃塞斯县占地两公顷，原堡垒所在地立有石碑。

## 脚注
1. 1 2 3 4 5  Groneman & 1998，第37页
2. 1 2 3 4  Hardin & 1994，第41页
3. ↑  Huson & 1974，第96, 97页
4. ↑  Huson & 1974，第96页
5. 1 2  Hardin & 1994，第44页
6. 1 2 3  Huson & 1974，第97页
7. 1 2  Roell & 1994，第41页
8. 1 2 3  Roell.
9. 1 2 3  Roell & 1994，第36页
10. ↑  Todish等，第6页
11. ↑  Huson & 1974，第4页
12. ↑  Huson & 1974，第5页
13. 1 2 3  Hardin & 1994，第42页
14. 1 2 3 4 5  Roell & 1994，第42页
15. ↑  Hardin & 1994，第17页
16. ↑  Huson & 1974，第98页
17. 1 2 3 4  Hardin & 1994，第43页
18. ↑  Huson & 1974，第101页
19. ↑  Groneman & 1998，第35页
20. 1 2  Huson & 1974，第106页
21. 1 2  Groneman & 1998，第36页
22. 1 2 3 4 5  Huson & 1974，第103页
23. 1 2 3 4 5  Huson & 1974，第102页
24. ↑  Hardin & 1994，第44, 45页
25. 1 2  Hardin & 1994，第45页
26. 1 2 3 4 5 6  Hardin & 1994，第46页
27. 1 2 3 4  Hardin & 1994，第47页
28. ↑  Huson & 1974，第105页
29. ↑  Hardin & 1994，第53页
30. ↑  Huson & 1974，第113–120页
31. ↑  Huson & 1974，第123页
32. ↑  Huson & 1974，第108页
33. 1 2 3  Hardin & 1994，第48页
34. 1 2  Huson & 1974，第109页
35. ↑  Long 2010.